# Оксана Скорик
Оксана Скорик (нар. 20 квітня 1989, Харків, Україна) — українська артистка балету та прима балерина Маріїнського театру.

## Життєпис
Оксана Скорик народилася 20 квітня 1989 року в родині університетської професури. У 1994 році у віці п'яти років вступила до Харківської хореографічної школи.
Ключовим став конкурс в Артеку у 2000 році, де Оксана посіла 1 місце і отримала приз «Надія». Головою журі в той рік був Аскольд Макаров. Саме тут її і помітили з Пермського хореографічного училища та запропонували тут вчитися.
За час свого перебування в Пермській школі танцю вона страждала на анорексію через жорсткі коментарі викладачів школи, які часто порівнювали студентів один з одним.
У 2008 році режисер Давид Кінселла відзняв документальний фільм «Прекрасна трагедія», що демонструє життя балерини та боротьтбу з анорексією.
У 2007 році, випустившись з класу Лідії Григорівни Уланової, Оксана відправляється в Санкт-Петербург.
Нині Оксана є перша солістка Маріїнського театру та виконавиця практично всіх провідних партій балетного репертуару.
Вона гастролювала з Маріїнським балетом до США, Японії та Європи.

## Репертуар
- «Сильфіда» (сильфіди) — хореографія Августа Бурнонвіля в редакції Ельзи-Маріанни фон Розен;
- «Жізель» (Жізель, Монна, Зюльма) — хореографія Жана Кораллі, Жюля Перро, Маріуса Петіпа;
- «Баядерка» (Никия, тріо тіней) — хореографія Маріуса Петіпа в редакції Володимира Пономарьова та Вахтанга Чабукіані;
- «Спляча красуня» (принцеса Аврора, фея Сирени, принцеса Флоріна) — хореографія Маріуса Петіпа в редакції Костянтина Сергєєва;
- «Лебедине озеро» (Одетта-Оділлія, великі лебеді, два лебедя) — хореографія Маріуса Петіпа і Льва Іванова в редакції Костянтина Сергєєва;
- «Раймонда» (Раймонда) — хореографія Маріуса Петіпа, редакція Костянтина Сергєєва;
- Grand pas з балету «Пахіта» (варіація) — хореографія Маріуса Петіпа;
- «Лускунчик» (Маша) — хореографія Василя Вайнона;
- «Корсар» (Медора) — постановка Петра Гусєва на основі композиції і хореографії Маріуса Петіпа;
- «Дон Кіхот» (Кітрі, повелителька дріад) — хореографія Олександра Горського;
- балети Михайла Фокіна: «Шопеніана» (Ноктюрн, Мазурка, Сьомий вальс, Перший вальс), «Шехеразада» (Зобеіди), «Лебідь»;
- балети Джорджа Баланчина: «Серенада», «Симфонія до мажор» (II. Adagio, III. Allegro vivace), «Коштовності» («Діаманти», «Рубіни»), «Сон літньої ночі» (Титания, 2-й акт — Солістка в дивертисмент), Фортепіанний концерт № 2 (Ballet Imperial), Pas de deux на музику П. І. Чайковського;
- «Ромео і Джульєтта» (Джульєтта) — хореографія Леоніда Лавровського;
- «Легенда про любов» (Мехмене Бану) — хореографія Юрія Григоровича;
- «Ундіна» (чотири наяди) — хореографія П'єра Лакотт;
- «Кармен-сюїта» (Кармен) — хореографія Альберто Алонсо;
- «В ночі» — хореографія Джерома Роббінса;
- балети Фредеріка Ештона: «Маргарита і Арман» (Маргарита), «Сільвія» (Сільвія);
- «Анна Кареніна» (Анна Кареніна) — хореографія Олексія Ратманського;
- «Парк» (солістка) — хореографія Анжела Прельжокаж;
- «Инфра» — хореографія Уейна МакГрегора;
- «Мідний вершник» (Цариця балу) — хореографія Ростислава Захарова, Юрія Смекалова.

## Нагороди
- Лауреат премії імені Леоніда Мясіна в номінації «Новий талант на міжнародній сцені» (The Emerging Talent on the International Scene) (Позітано, Італія, 2014 року)
- Лауреат премії «Душа танцю» в номінації «Висхідна зірка» (2012)
- Лауреат XII Міжнародного конкурсу артистів балету та хореографів у Москві (II премія, 2013)